# Tibavský hrad
Tibavský hrad (též Podhoroď) je zaniklý hrad na severovýchodním okraji vesnice Podhoroď v okrese Sobrance v Košickém kraji na Slovensku. Hrad byl založen na přelom třináctého a čtrnáctého století a už během první čtvrtiny čtrnáctého století zanikl. Dochovaly se z něj nevelké části zdiva, které jsou chráněny jako národní kulturní památka.
Hradní vrch byl do roku 2009 chráněn jako přírodní památka Podhorodský hradný vrch, vyhlášená v roce 1986 k ochraně morfologicky výrazného bradla s vápnomilnou vegetací.

## Historie
Hrad byl podle archeologických nálezů založen na přelomu třináctého a čtrnáctého století, pravděpodobně některým členem rodu pánů z Michalovců. Zanikl patrně vojenskou akcí, buď proti Omodějovi z rodu Aba v roce 1312, nebo proti Petrovi, synu Peteňovu, jehož vzpouru potlačil král Karel Robert v roce 1321. Roku 1338 byl hrad uveden jako pustý. Jeho majitelé jej sice po porážce získali zpět, ale nahradili jej novým hradem u Choňkovců.
V roce 1946 byl údajně na nádvoří hradu nalezen soubor 25 římských mincí, které byly předány do Slovenského národního muzea v Martině.

## Stavební podoba
Hrad byl postaven na skalnatém návrší s nadmořskou výškou 405 metrů nad severovýchodním okrajem vesnice Podhoroď. Archeologickým výzkumem bylo odkryto zdivo hradu bergfritového typu s oválným půdorysem a rozměry 40 × 15 metrů. Dominantou hradu býval okrouhlý bergfrit s průměrem jedenáct metrů. Přízemní, původně klenutá, prostora má průměr tři metry a byla přístupná schodištěm v síle zdiva z prvního patra. Na severozápadě k věži přiléhala obytná stavba s vnitřní plochou 57 m². Na ni navazovalo nádvoří uzavřené masivní, 2,5 metru tlustou hradba. Brána se patrně nacházela v místech, kde se nachází odskok hradby od severního nároží paláce.